# مطار سوزهو جوانين
مطار سوزهو جوانين (بالإنجليزية: Xuzhou Guanyin Airport) (إياتا: XUZ، إيكاو: ZSXZ) يقع في مدينة سوزهو في جمهورية الصين الشعبية. صنف مطار سوزهو جوانين في المرتبة الثامنة والخمسون في الصين من حيث عدد الركاب عام 2011 وفقًا لإدارة الطيران المدني في الصين، حيث تعامل مع 846,267 راكب، وبلغ إجمالي حركة الطائرات (القادمة والمغادرة) 11,523 طائرة وقد بلغت كمية البضائع المنقولة عبر المطار 4,930 طن.

## شركات الطيران والوجهات

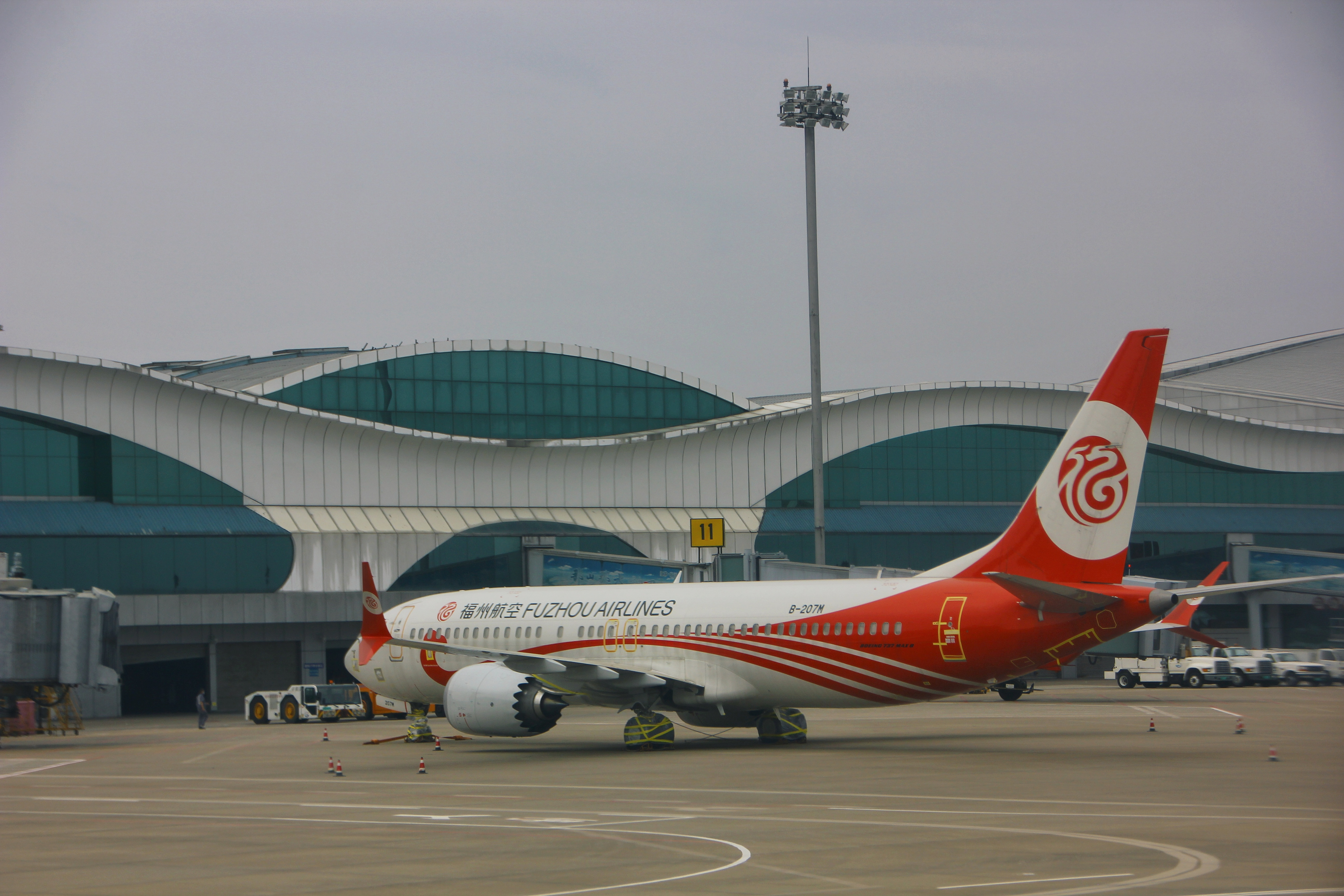
طائرة بوينغ 737 ماكس 8 تابعة لشركة فوتشو للطيران في مطار سوزهو غوانين.

| شركـات طيـران          | الوجهات |
| ---------------------- | --- |
| Air Guilin             | مطار فوتشنغ بيهاي، مطار تشنغدو شوانغليو الدولي، مطار تشونغتشينغ جيانغبى الدولي، مطار فوتشو تشانغله الدولي، مطار قويلين يانغ جيانغ الدولي، مطار قوييانغ لونغدونغابو الدولي، مطار هايكو ميلان الدولي، مطار نانينغ الدولي، مطار جينجيانغ تشيوانتشو، مطار شيشوانغباننا غاسا، مطار خه هوا تشانغجياجيه، مطار تشوشان بوتوشان |
| خطوط شرق الصين الجوية  | مطار تشانغشا هوانغوا الدولي، مطار داليان الدولي، مطار اوردوس إيجين هورو، مطار ووهان الدولي، مطار شينينغ الدولي |
| خطوط جنوب الصين الجوية | مطار قوانغتشو باييون الدولي، مطار جييانغ شاوشان، مطار نانينغ الدولي |
| طيران جي إكس           | مطار تشانغشا هوانغوا الدولي، مطار هايكو ميلان الدولي، مطار نانينغ الدولي |
| خطوط هاينان الجوية     | مطار هوهوت بايتا الدولي، مطار شينزين باوان الدولي |
| Jiangxi Air            | مطار نانتشانغ تشانغبى الدولي |
| طيران لونج             | مطار تشانغتشون الدولي، مطار جينغديو الجديد، مطار هاربين الدولي، مطار شنيانغ الدولي، مطار ونزهو يونجقيانج الدولي، مطار تشوهاى سانزو |
| خطوط لاكي الجوية       | مطار تشونغتشينغ جيانغبى الدولي، مطار قوييانغ لونغدونغابو الدولي، مطار كونمينغ جانغشوي الدولي |
| خطوط شاندونغ الجوية    | مطار شنيانغ الدولي، مطار شيامن قاوتشي الدولي |
| خطوط سيتشوان الجوية    | مطار جينغديو الجديد، مطار داليان الدولي، مطار قوييانغ لونغدونغابو الدولي، مطار هاربين الدولي، مطار كونمينغ جانغشوي الدولي، مطار شنيانغ الدولي |
| West Air ‏              | مطار تشونغتشينغ جيانغبى الدولي، مطار هاربين الدولي، مطار جينجيانغ تشيوانتشو، مطار سانيا فينيكس الدولية |
| خطوط زيامن الجوية      | مطار فوتشو تشانغله الدولي، مطار تاييوان وسو الدولي |